# Anglefort
Anglefort ist eine französische Gemeinde mit 1150 Einwohnern (Stand 1. Januar 2022) im Département Ain in der Region Auvergne-Rhône-Alpes. Sie gehört zum Kanton Plateau d’Hauteville im Arrondissement Belley und zum Gemeindeverband Usses et Rhône.

## Geographie
Anglefort liegt auf 251 m, sechs Kilometer südlich von Seyssel und etwa 24 Kilometer westlich der Stadt Annecy (Luftlinie). Das Dorf erstreckt sich in der breiten Talniederung der Rhone, westlich des Flusses, zwischen den Höhenzügen von Grand Colombier im Westen und Montagne du Gros Foug im Osten.
Die Fläche des 29,26 km² großen Gemeindegebiets umfasst einen Abschnitt des Rhônetals. Die Rhône fließt hier in einem breiten Tal von Norden nach Süden und ist oberhalb von Anglefort durch ein Wehr aufgestaut. Deshalb wird ihr Wasser auf einen Kanal und auf ein breites Altwasserflussbett aufgeteilt. Die östliche Grenze verläuft etwa in der Mitte des Tales auf der zwischen den beiden Wasserarmen gelegenen Île de la Malourdie. Nach Westen erstreckt sich das Gemeindeareal über die breite flache Talniederung und den steilen und meist dicht bewaldeten Jurahang bis auf den anschließenden Kamm des Grand Colombier. Aus geologischer Sicht bildet dieser Kamm eine Antiklinale bestehend aus Sedimenten der oberen Jurazeit. Oberhalb von rund 1200 m befinden sich ausgedehnte Bergweiden. Mit 1531 m wird auf dem Gipfel des langgezogenen Kammes des Grand Colombier die höchste Erhebung von Anglefort erreicht.
Zu Anglefort gehören neben dem eigentlichen Ort auch verschiedene Dörfer, Weiler und Gehöfte, darunter:
- Champriond (260 m) am Ostfuß des Grand Colombier
- Chevrier (270 m) am Ostfuß des Grand Colombier
- Bouilloux (280 m) am Ostfuß des Grand Colombier
- Boursin (270 m) leicht erhöht im Rhônetal
- Mieugy (350 m) am unteren Osthang des Grand Colombier
- Bezonne (680 m) auf einem Geländevorsprung am Osthang des Grand Colombier
- Moiret (960 m) am Ostabhang des Grand Colombier

Nachbargemeinden von Anglefort sind
- Corbonod, Seyssel (Ain) und Seyssel (Haute-Savoie) im Norden,
- Motz und Serrières-en-Chautagne im Osten,
- Culoz im Süden,
- Arvière-en-Valromey mit Virieu-le-Petit und Lochieu im Westen.

## Geschichte
Das Gemeindegebiet von Anglefort war bereits während der Römerzeit besiedelt, was anhand der Entdeckung von Gräbern aus dieser Zeit belegt werden konnte.
Anglefort geht auf ein im 12. Jahrhundert gegründetes Benediktinerpriorat zurück, das zuerst Enflafol hieß. Im Mittelalter bildete das Dorf eine eigene kleine Herrschaft.
Im Zweiten Weltkrieg unter dem Vichy-Regime befand sich in Anglefort ab 1940 ein Arbeitslager der Chantiers de la jeunesse française. Dessen Einrichtung hatte der Gemeinderat am 8. August 1940 beantragt, da ihm junge Leute für Wald-, Feld-, Weg- und Straßenbauarbeiten fehlten.

## Sehenswürdigkeiten
Die Pfarrkirche von Anglefort wurde im 18. Jahrhundert erbaut. Im 19. Jahrhundert wurde sie erweitert und ihr Kirchturm wiederhergestellt, der während der französischen Revolution abgerissen worden war. Ihr Standort liegt in größerer Entfernung zur Rhône als die ursprüngliche Kirche aus dem 13. Jahrhundert, die wegen häufiger Überschwemmungen aufgegeben werden musste. Neben der Kirche sind Reste des einstigen Priorats (aus dem 14. und 15. Jahrhundert) sichtbar.
Auf dem Gemeindegebiet befinden sich mehrere Herrschaftssitze: das Château d’Anglefort (18. Jahrhundert), der Herrschaftssitz von Boursin (ursprünglich aus dem 13. Jahrhundert, später restauriert) und die Ruinen der Burg La Rochette (13. und 14. Jahrhundert). Vom Château d’Anglefort ist das Treppenhaus als monument historique eingeschrieben. Sehenswert sind auch die Bürgerhäuser de Marmoz (18. Jahrhundert), de Fontany und de la Saulce im Ortsteil Mieugy.

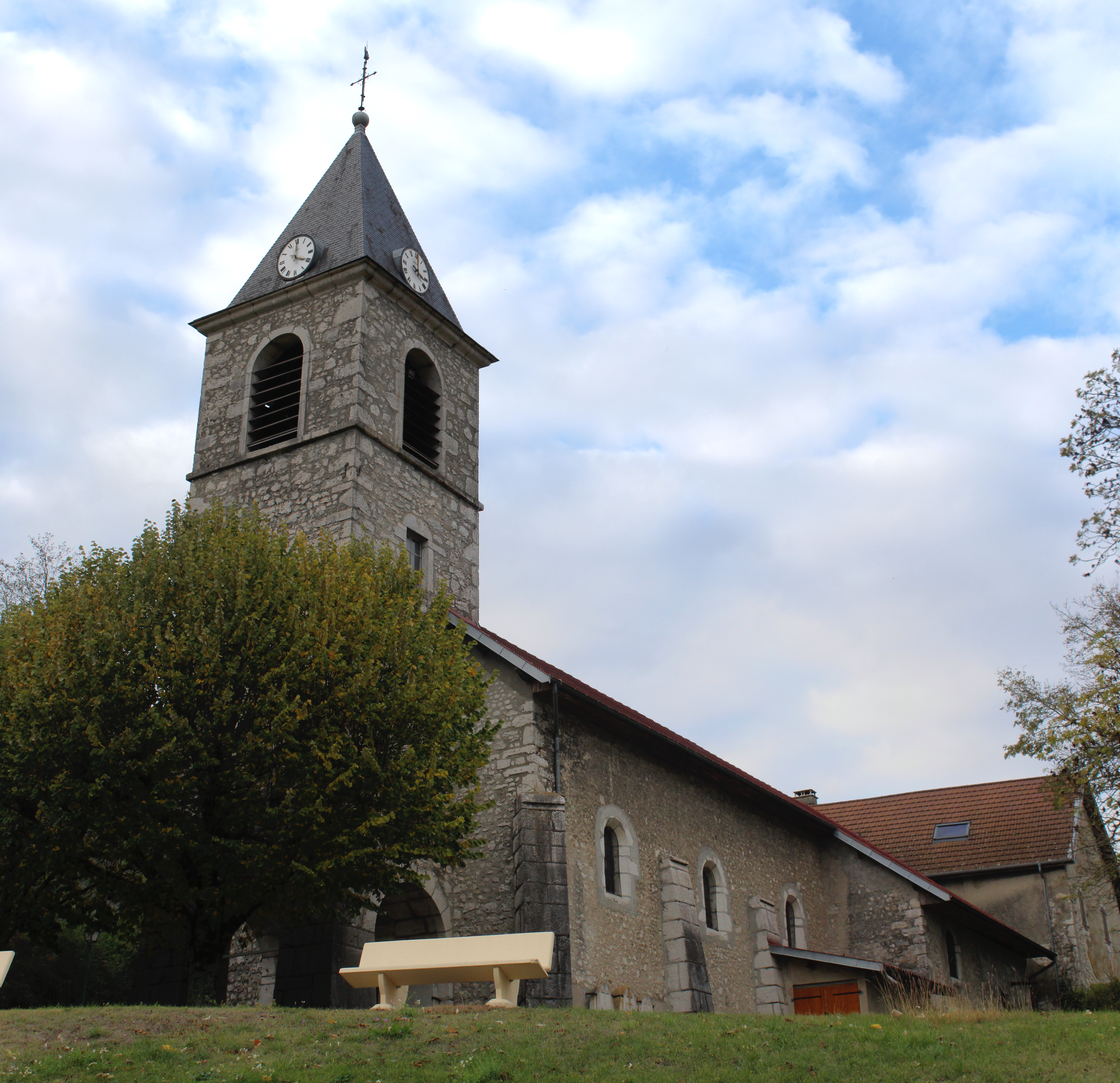
Kirche St. Martin
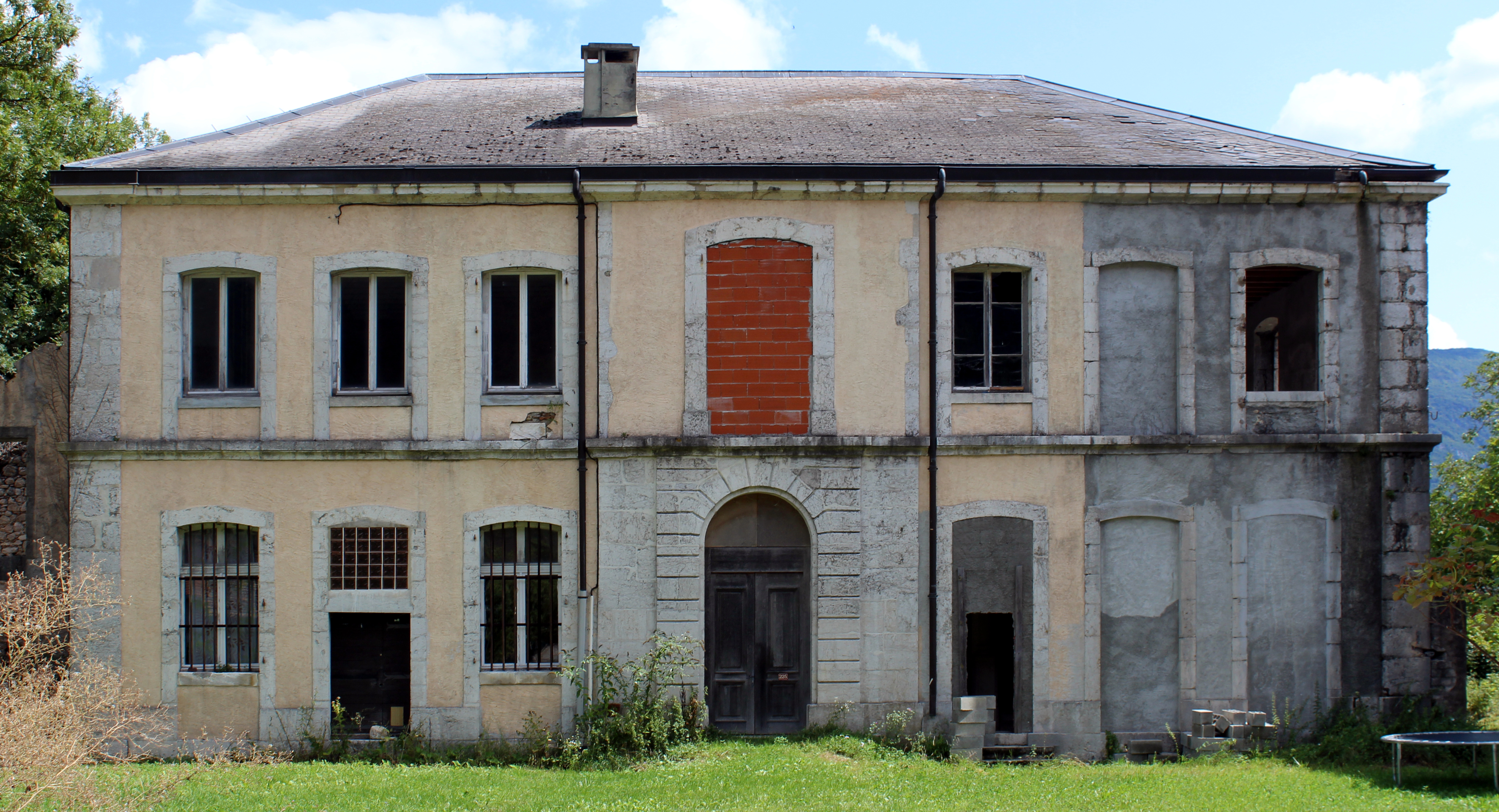
Schloss Anglefort
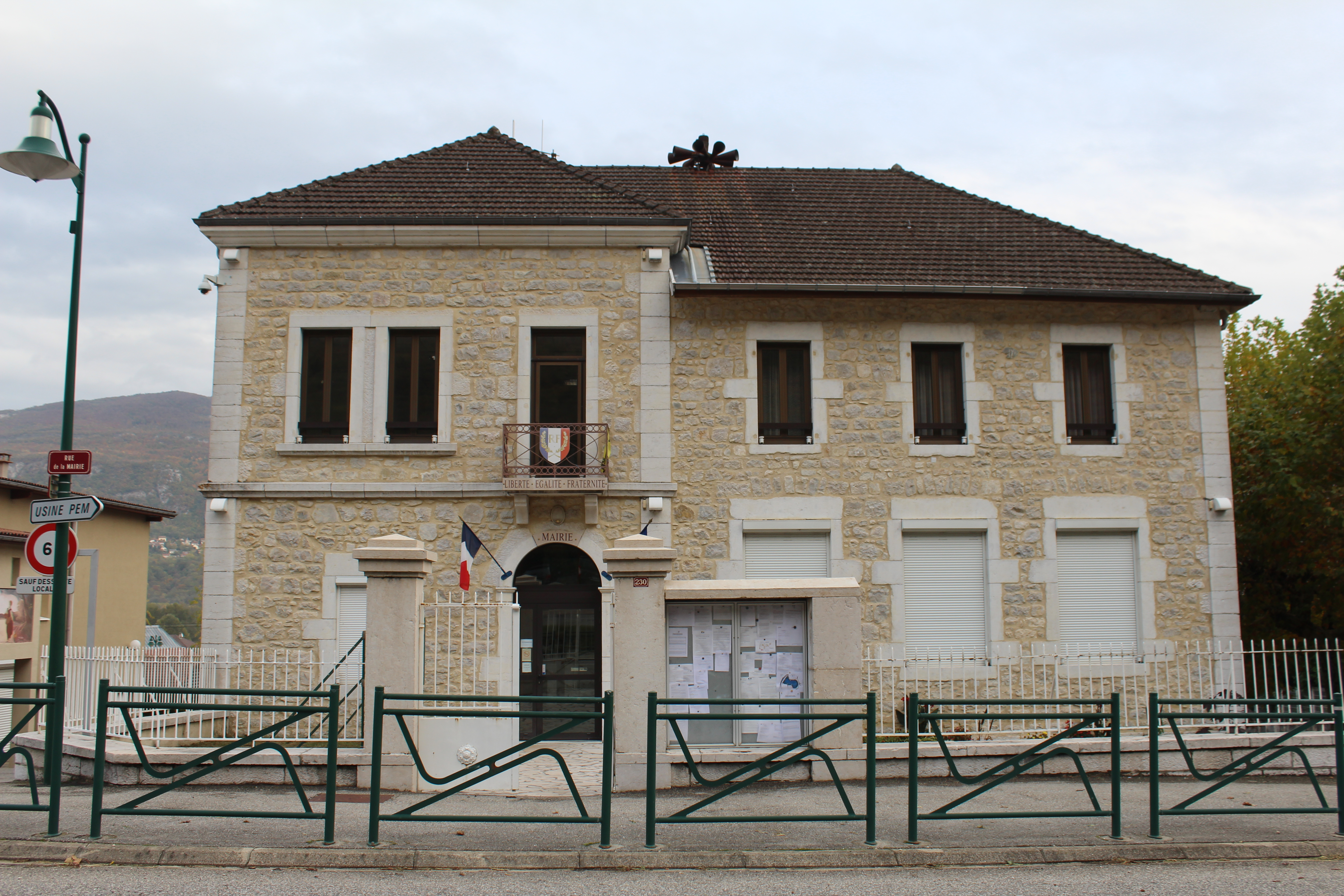
Mairie (Rathaus)
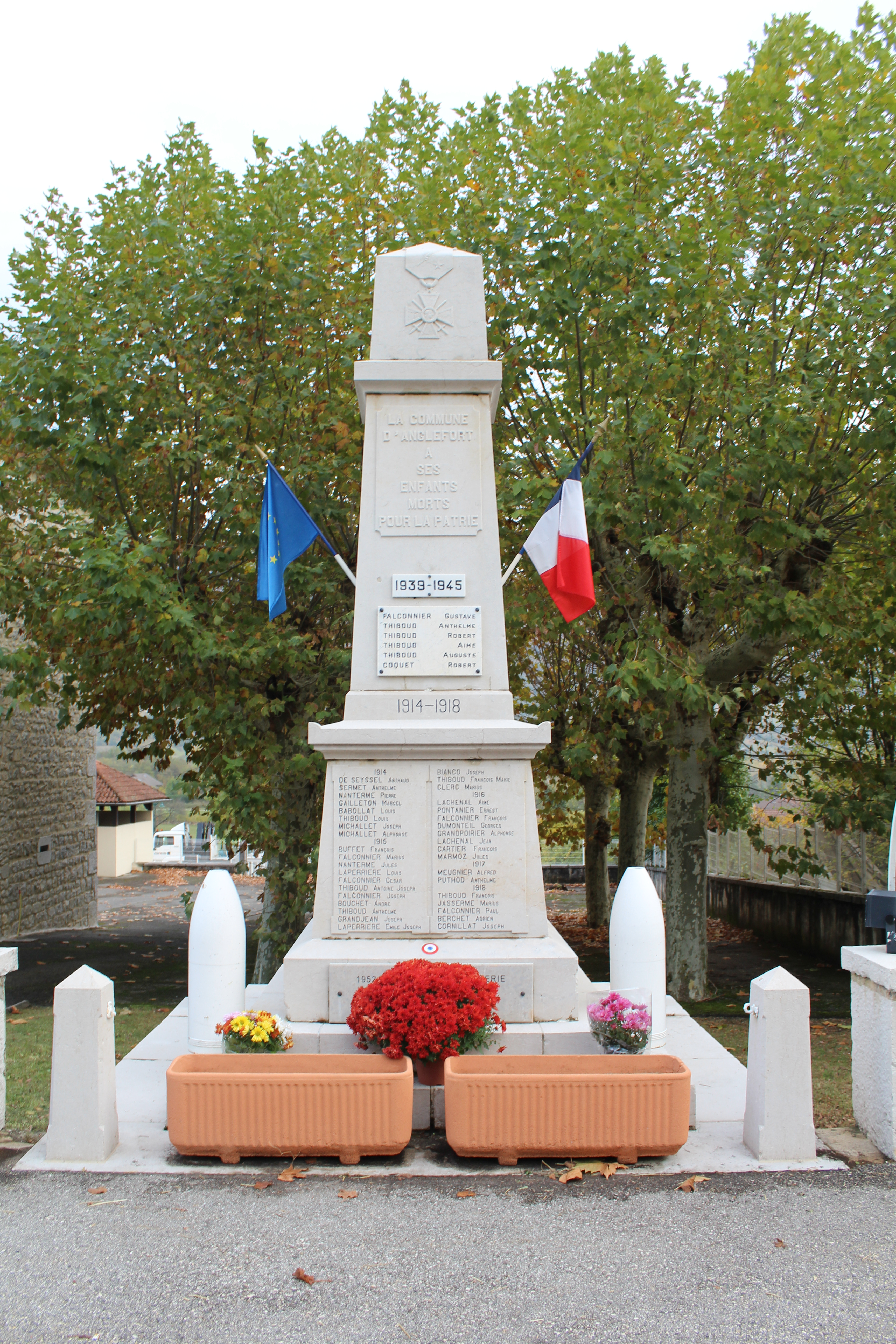
Gefallenendenkmal

## Bevölkerung
| Jahr                       | 1962 | 1968 | 1975 | 1982 | 1990 | 1999 | 2006 | 2011 | 2016 |
| -------------------------- | ---- | ---- | ---- | ---- | ---- | ---- | ---- | ---- | ---- |
| Einwohner                  | 438  | 528  | 697  | 714  | 687  | 769  | 900  | 1031 | 1124 |
| Quellen: Cassini und INSEE |      |      |      |      |      |      |      |      |      |

Mit 1150 Einwohnern (Stand 1. Januar 2022) gehört Anglefort zu den kleineren Gemeinden des Départements Ain. Seit Beginn der 1960er Jahre wurde eine deutliche Bevölkerungszunahme verzeichnet. Die Ortsbewohner von Anglefort heißen auf Französisch Clafordan(e)s.

## Wirtschaft und Infrastruktur
Anglefort war bis weit ins 20. Jahrhundert hinein ein vorwiegend durch die Landwirtschaft geprägtes Dorf. Auch heute wird die fruchtbare Talniederung intensiv landwirtschaftlich genutzt, wobei sich die Nutzung auf etwa zehn Betriebe konzentriert. Der Weinbau ist jedoch fast völlig verschwunden, obwohl die Hänge nördlich von Anglefort Teil der Herkunftsbezeichnung Bugey sind.
Neben einigen Betrieben des lokalen Kleingewerbes steht in Anglefort eine Produktionsstätte für metallurgisches Silizium. Sie gehört zum Unternehmen FerroPem, das dort mit etwas über 100 Angestellten jährlich 35.000 Tonnen Silizium und 13.000 Tonnen Silicastaub in zwei je 33 MW starken Elektroschmelzöfen herstellt. Mittlerweile hat sich das Dorf auch zu einer Wohngemeinde gewandelt. Zahlreiche Erwerbstätige sind Wegpendler, die in den größeren Ortschaften der Umgebung ihrer Arbeit nachgehen.
Der Rhône-Kanal auf dem Areal von Anglefort dient gleichzeitig der Elektrizitätsversorgung und der Binnenschifffahrt. Auf etwa der Hälfte der Kanalstrecke befindet sich das 1981 fertiggestellte  Laufwasserkraftwerk Centrale hydroéléctrique de Chautagne, das über 90 MW installierte Leistung verfügt. Im Sommer 2010 wurde neben dem Kraftwerk das Schleusensystem Écluse de Chautagne eröffnet. Es ermöglicht über zwei Schleusen von 10 bzw. 7,3 m Fallhöhe die Durchfahrt für Binnenschiffe der Péniche Klasse und erweiterte die Schiffbarkeit der Rhône um etwa 50 Kilometer (zusammen mit einem weiteren Schleusenbauwerk flussaufwärts).
Die Ortschaft ist verkehrsmäßig recht gut erschlossen. Sie liegt an der Departementsstraße D992, die von Seyssel nach Culoz führt. Anglefort besitzt einen Bahnhof an der Bahnstrecke Lyon–Genève, der aber nicht mehr bedient wird.
In Anglefort befindet sich seit 1894 eine staatliche École primaire, d. h. eine Grundschule mit angegliederter École maternelle (Kindergarten).